# Joseph Huts
Joseph Huts (Montignies-sur-Sambre, 16 gennaio 1913 – Alsemberg, 24 ottobre 1995) è stato un ciclista su strada belga.
Professionista dal 1935 al 1939, conta un successo di tappa alla Vuelta a España, corsa in cui indossò per un giorno la maglia amarillo simbolo del primato.

## Carriera
In poche stagioni di attività riuscì a diverse vittorie, cogliendo in Spagna i migliori risultati. Nel 1935 fu secondo nel Tour du Limburg e arrivò terzo alla Volta Ciclista a Catalunya, riuscendo anche ad aggiudicarsi due tappe.
Durante la stagione seguente seppe confermare i risultati, vincendo ancora due tappe alla Volta Ciclista a Catalunya e conquistando la prima frazione della Vuelta a España. Ottenne qualche piazzamento anche nelle corse belghe, arrivando decimo nella Parigi-Bruxelles e secondo nella Bruxelles-Hozemont.
Nel 1937 fu secondo nel Tour du Limburg e nel Grand Prix de l'Escaut e quarto nella Parigi-Bruxelles.
Nel 1938 vinse un paio di corse, fra cui proprio il Tour du Limburg, e chiuse ottavo la classica francese Bordeaux-Parigi e decimo il Grand Prix Stad Zottegem.

## Palmarès
- 1933 (dilettanti)

Campionati belgi militari, Prova in linea
- 1935

1ª tappa Volta Ciclista a Catalunya
5ª tappa Volta Ciclista a Catalunya
- 1936

1ª tappa Vuelta a España
2ª tappa Volta Ciclista a Catalunya
3ª tappa Volta Ciclista a Catalunya
- 1938

Antwerpen-Gent-Antwerpen
Tour du Limburg

### Altri successi
- 1933

Criterium di Gembloux
- 1935

Criterium di Tarragona

## Piazzamenti

### Grandi Giri
- Giro d'Italia

1937: ritirato
- Vuelta a España

1936: ritirato

### Classiche monumento
- Parigi-Roubaix

1938: 17º